# Passage Charlemagne
Le passage Charlemagne est une voie du 4e arrondissement de Paris, en France.

## Situation et accès
Le passage Charlemagne est en 2013 une voie privée fermée à ses deux extrémités[Passage à actualiser]. Il débute au 16, rue Charlemagne et se termine au 119, rue Saint-Antoine.

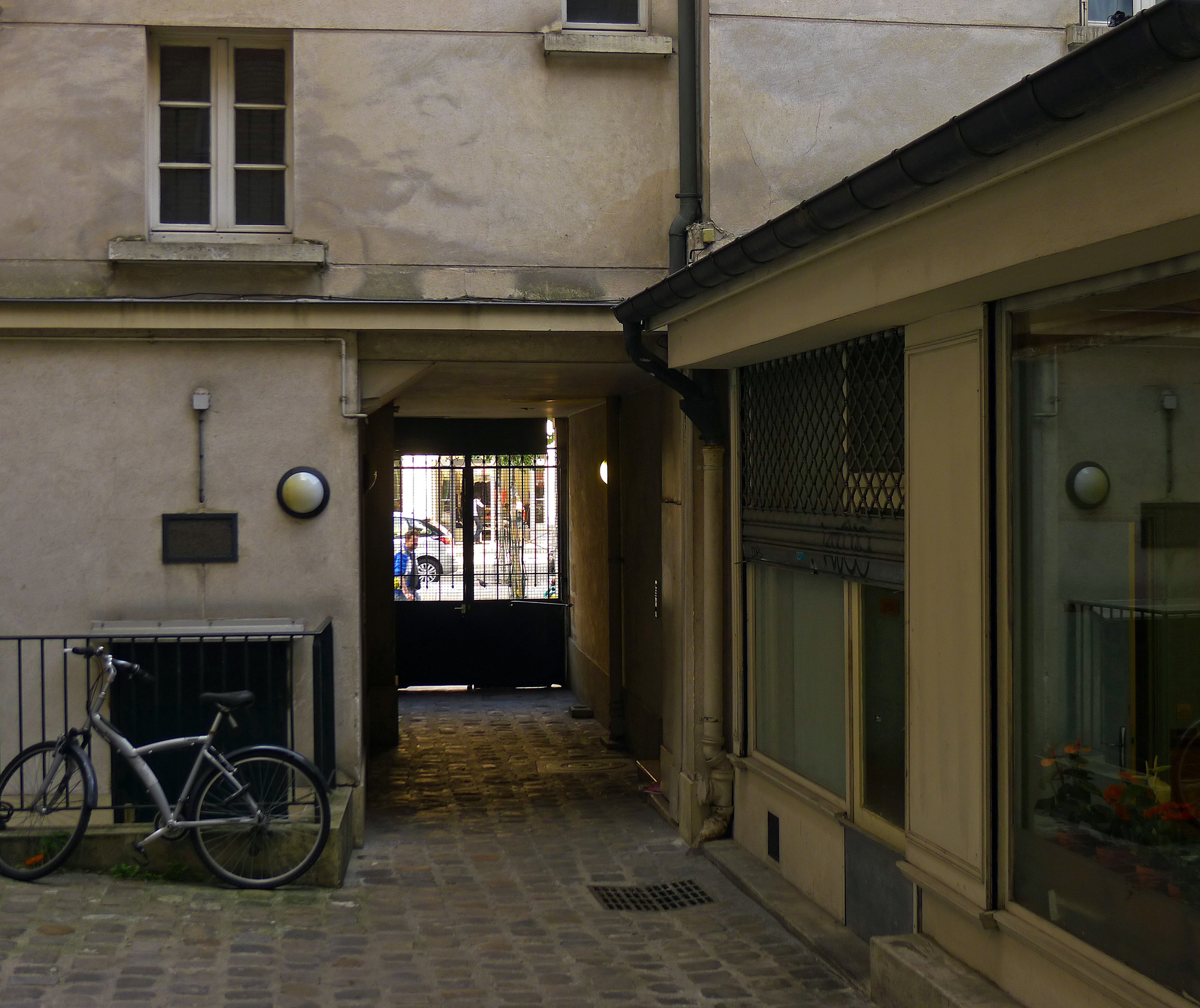
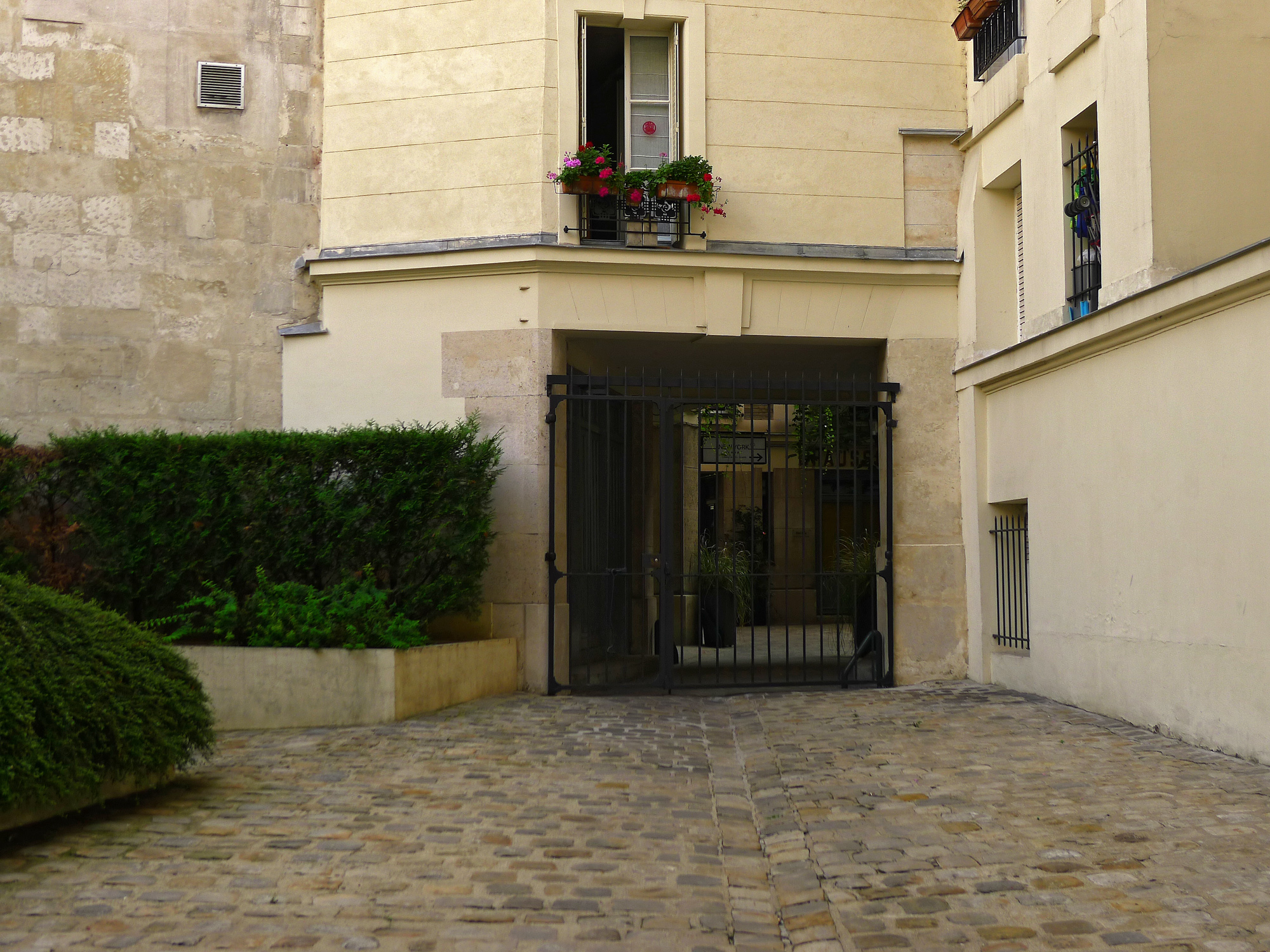
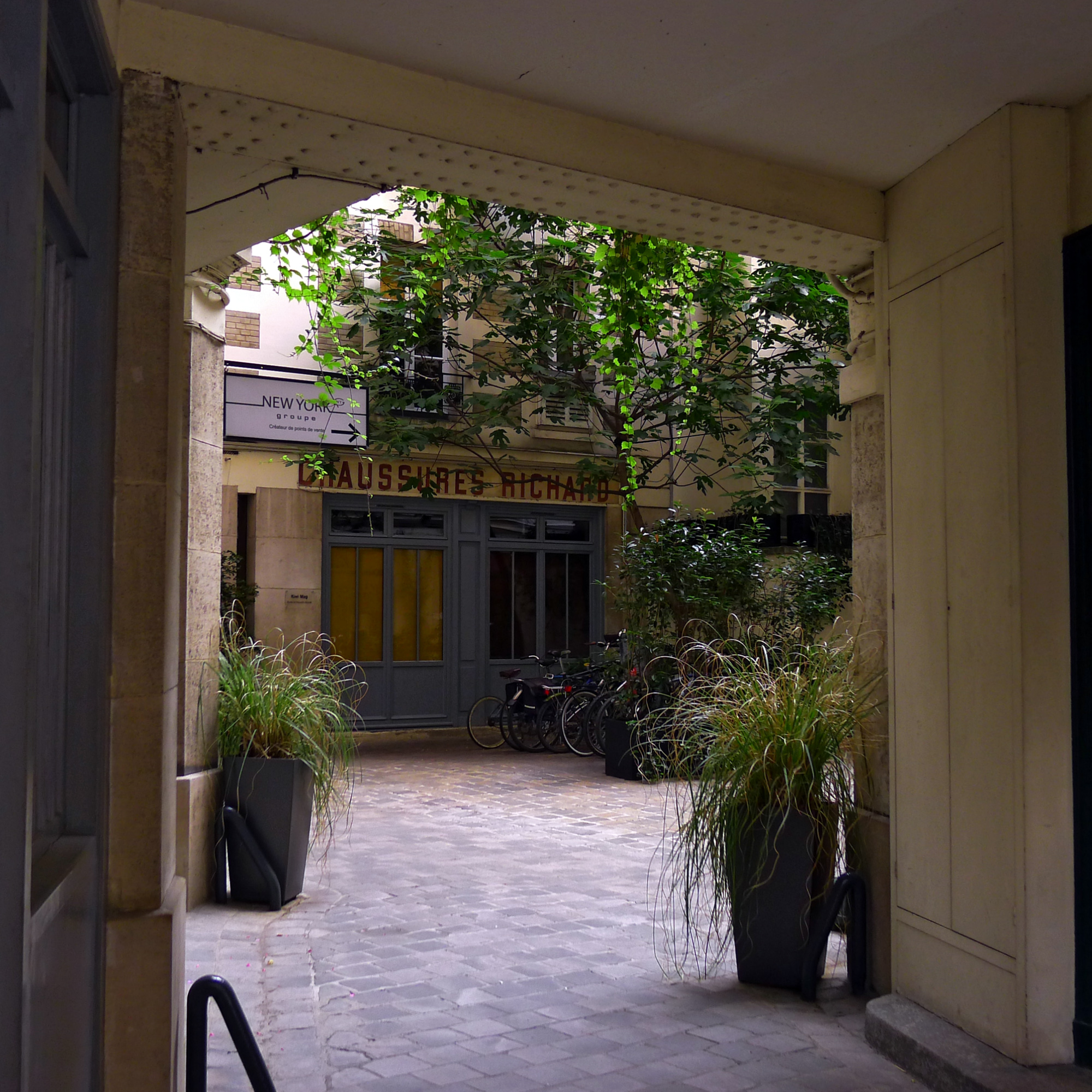

## Origine du nom
Cette voie doit son nom au voisinage du lycée Charlemagne qui honore le roi des Francs et empereur qui a créé la dynastie des Carolingiens : Charlemagne.

## Historique

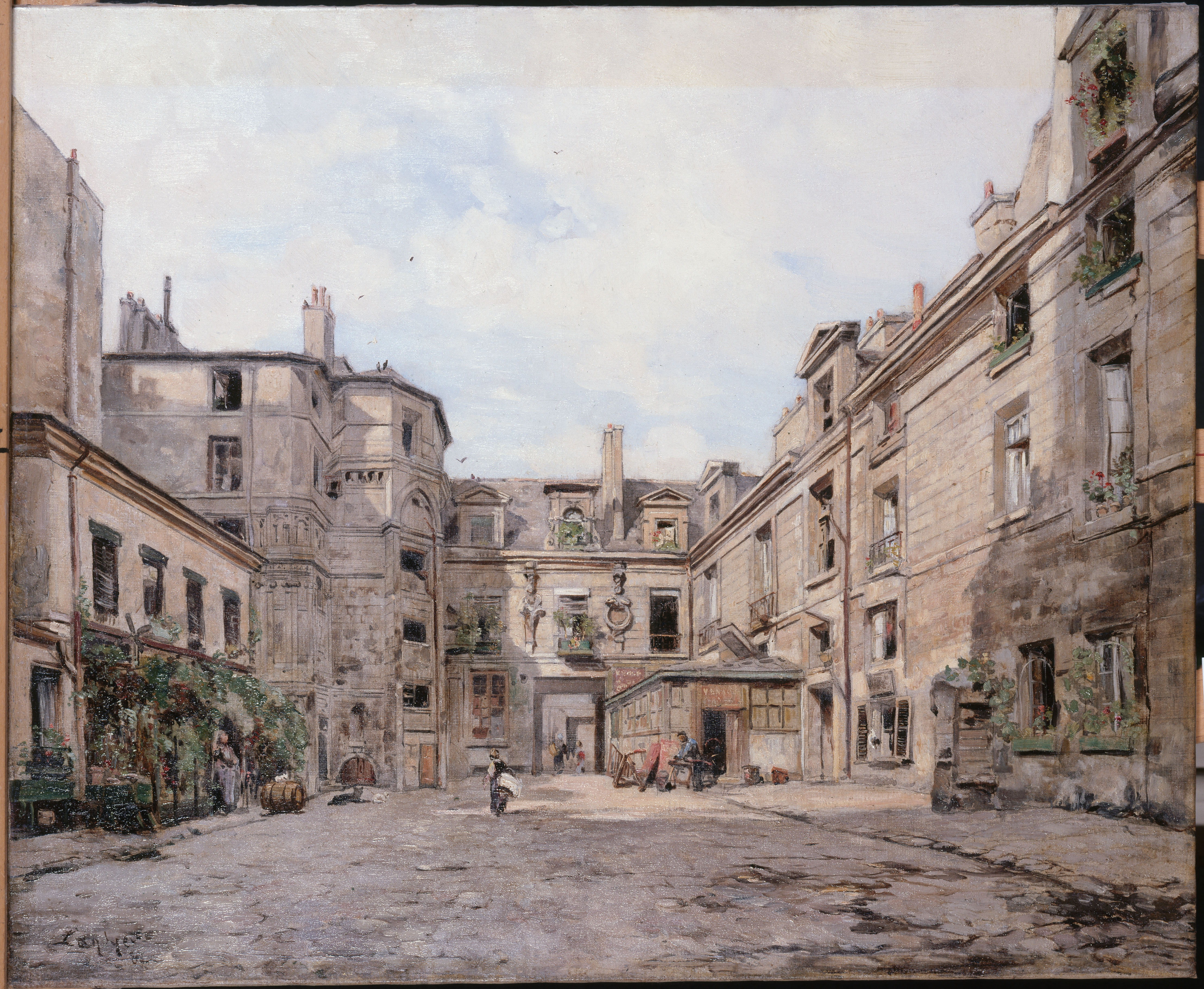
Le passage Charlemagne de Emmanuel Lansyer en 1887 (musée Carnavalet).

La voie est ouverte au public et prend sa dénomination actuelle en 1825.
Le passage donnait accès à la cour de l'ancien hôtel du prévôt démoli en 1908.